# Daniel Chaudon
Daniel Chaudon é um cantor, violinista e compositor brasileiro. Sua carreira começou por incentivo do seu pai em casa, até cantar nas ruas de Brasília. Após se mudar para Florianópolis, exerceu sua profissão em bares e casas da cidade catarinense. Porém, quando participou do programa Fama, da Rede Globo em 2004, adquiriu experiência para produzir shows em canções de sua autoria na cidade do Rio de Janeiro.
Seu primeiro projeto foi "Paisagem", em seguida, veio "Daniel Chaudon", de seu próprio nome e; e depois foi a vez de lançar "Meu Canto", no qual reuniu faixas aovivo ao lado de profissionais na área. Em 2009, esteve presente no álbum da cantora suíça Taïs Reganelli, cantando juntos "Dueto de encontro". Três anos mais tarde, lançou o álbum coletivo Sarau - Novos Talentos da MPB e, logo em seguida, o disco solo Me conta uma música. Em 2013, cantou ao lado de Maria Gadú na música "Luzia", do álbum Nós.
Em 2014, passou a integrar o trio NÃO RECOMENDADOS, com Diego Moraes e Caio Prado. Fizeram desde então vários shows por dferentes cidades brasileiras e participaram da Virada Cultural da cidade de São Paulo.

## Carreira
Nascido em Brasília, iniciou sua carreira desde quando foi incentivado pelo seu pai, o músico Ricardo Nunes, a cantar em casa e, logo em seguida, nas ruas da capital federal. Posteriormente, mudou-se para Florianópolis, local onde cantou em bares e nas casas de shows da cidade.
Em 2004, foi escolhido para integrar o programa Fama, na emissora de televisão Rede Globo. Sua participação lhe garantiu experiência como cantor, no qual produziu um show chamado "Paisagem", nomenclatura referente a uma de suas canções; apresentado em diversos locais do Rio de Janeiro. No ano seguinte, lançou o novo espetáculo com seu nome, "Daniel Chaudon", projeto mostrado em bares e casas noturnas da cidade carioca.
Em 2007, apresentou o novo show "Meu Canto", no qual reuniu diversas músicas aovivo e atraiu profissionais na área. Dois anos depois, participou do álbum da cantora Taïs Reganelli Antes que a Canção Acabe, no qual ambos interpretaram a canção "Dueto de encontro". Em 2012, esteve presente no projeto coletivo Sarau - Novos Talentos da MPB cantando músicas de sua autoria como "O gosto de ser", "Descobrimos nós dois", "Meus amigos", entre outros. No mesmo ano, produziu seu primeiro disco solo intitulado Me conta uma música, com faixas como "Pernambuco", "Luzia", "Ficar com você", "O samba de nós dois", etc.
Em 2013, participou da gravação do álbum Nós, da cantora Maria Gadú, na canção "Luzia". Além disso, também apresentou no Centro Cultural Solar de Botafogo junto com Luís Kiari e Nuria Mallena.

## Discografia
- (2013) Nós (Maria Gadú) – participação
- (2012) Sarau - Novos Talentos da MPB (vários artistas) – participação
- (2012) Me Conta Uma Música (Daniel Chaudon)
- (2009) Antes Que a Canção Acabe (Taïs Reganelli)